# Face ID
Face ID és un sistema de reconeixement facial d'autenticació biomètrica dissenyat i desenvolupat per Apple Inc. per a l'iPhone i l'iPad Pro. El sistema es pot utilitzar per desbloquejar un dispositiu, fer pagaments, accedir a dades sensibles, proporcionar un seguiment detallat de l'expressió facial per a Animoji, així com un seguiment del cap de sis graus de llibertat (6DOF), seguiment ocular i altres funcions. Inicialment llançat el novembre de 2017 amb l'iPhone X, des de llavors s'ha actualitzat i introduït a tots els iPhones fora dels models SE i a tots els models d'iPad Pro a partir del 2018. Els usuaris d'iOS 18 i posteriors poden optar per bloquejar aplicacions específiques, requerint Face ID per accedir-hi.
El maquinari Face ID consta d'un sensor amb tres mòduls; un projector de punts làser que projecta una quadrícula de petits punts infrarojos a la cara d'un usuari, un mòdul anomenat il·luminador d'inundació que fa llum infraroja a la cara i una càmera infraroja que fa una imatge infraroja de l'usuari, llegeix el resultat resultant. patró i genera un mapa facial en 3D. Aquest mapa es compara amb la cara registrada mitjançant un subsistema segur, i l'usuari s'autentica si les dues cares coincideixen prou. El sistema pot reconèixer cares amb ulleres, roba, maquillatge i pèl facial, i s'adapta als canvis d'aparença al llarg del temps.
Face ID ha provocat una sèrie de debats sobre seguretat i privadesa. Apple afirma que Face ID és estadísticament més avançat que l'exploració d'empremtes digitals Touch ID. Mostra significativament menys falsos positius. Múltiples funcions de seguretat limiten en gran manera el risc que el sistema es passi mitjançant fotos o màscares, i només ha tingut èxit un intent de prova de concepte amb escanejos detallats. El debat continua sobre la manca de proteccions legals que ofereixen els sistemes biomètrics en comparació amb l'autenticació amb contrasenya als Estats Units. Els defensors de la privadesa també han expressat la seva preocupació per l'accés dels desenvolupadors d'aplicacions de tercers als "mapes aproximats" de les dades facials dels usuaris, malgrat els rígids requisits d'Apple sobre com els desenvolupadors gestionen les dades facials.
Amb l'inici de la pandèmia de la COVID-19, es va observar que Face ID no va poder reconèixer els usuaris que porten mascarades en alguns dispositius. Apple va respondre a les crítiques oferint una alternativa més ràpida a l'entrada de la contrasenya i l'opció perquè els usuaris d'Apple Watch confirmessin si volien desbloquejar el seu iPhone. El març de 2022, Apple va llançar iOS 15.4 que afegeix Face ID compatible amb màscara per a dispositius iPhone 12 i posteriors.

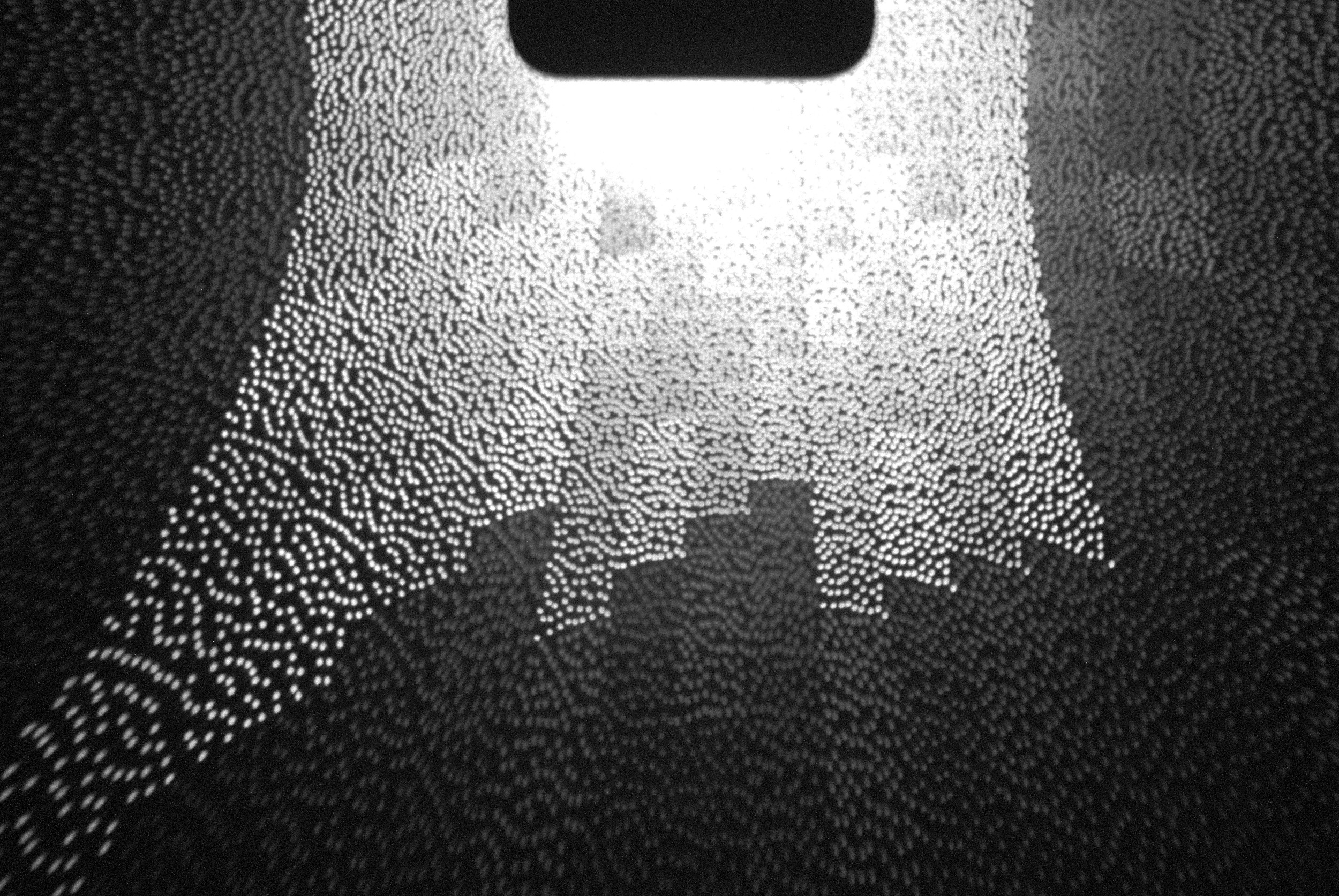
Punts infrarojos projectats per un iPhone amb Face ID

## Història
Apple va anunciar Face ID durant la presentació de l'iPhone X el 12 de setembre de 2017. El sistema es va presentar com el successor de Touch ID, l'anterior tecnologia d'autenticació basada en empremtes digitals d'Apple incrustada al botó d'inici de l'iPhone 8 i dispositius anteriors, a més de l'iPhone SE de segona i tercera generació. El 12 de setembre de 2018, Apple va presentar l'iPhone XS i XR amb velocitats de processament de xarxes neuronals més ràpides, proporcionant un augment significatiu de velocitat a Face ID. El 30 d'octubre de 2018, Apple va presentar l'iPad Pro de tercera generació, que incorpora Face ID a l'iPad i permet el reconeixement facial en qualsevol orientació. iOS 13 incloïa una versió actualitzada de Face ID que és fins a un 30% més ràpida que Face ID en versions anteriors.

## Tecnologia
La tecnologia de Face ID es basa en el treball anterior de PrimeSense amb una percepció de profunditat infraroja de baix cost que va ser la base del sensor de moviment Kinect per a la línia de consoles Xbox de Microsoft; Apple havia adquirit PrimeSense el 2013 després que Microsoft comencés a disminuir l'ús de Kinect.
Face ID es basa en un sensor de reconeixement facial que consta de dues parts: un mòdul de projector de punts làser que emet superfícies de cavitat vertical que projecta més de 30.000 punts infrarojos a la cara de l'usuari i un mòdul de càmera infraroja que llegeix el patró. El patró es projecta des del làser mitjançant un element òptic difractiu actiu que divideix el feix en 30.000 punts.